# Théo Cholbi
Théo Cholbi, nome d'arte di Théo Ferdinand Cholbi, (Chenôve, 22 luglio 1991) è un attore francese.

## Biografia
Théo Cholbi è nato il 22 luglio 1991 a Chenôve, figlio del giornalista Pierre Cholbi e fratellastro del compositore Damien Saez.
Formatosi come musicista, Théo ha tenuto corsi de comédie al Centre national du Théâtre le Grenier de Bourgogne di Digione, diretto da Jean Maisonnave.
Ha esordito come attore nel 2011 nel cortometraggio Le Sursitaire. Dopo aver recitato in altri cortometraggi, nel 2014 recita nel film Necropolis - La città dei morti e poi viene scelto da Larry Clark per recitare nel film The Smell of Us, storia di giovani skaters un po' persi e tentati dal mercato della prostituzione.
Successivamente ha recitato con Jean-Pierre Darroussin in Coup de chaud di Raphaël Jacoulot e con Catherine Frot in Marguerite di Xavier Giannoli. Nel 2016 ha recitato nel film televisivo Le choix de Cheyenne che gli ha valso il premio come miglior speranza maschile al Festival des créations télévisuelles de Luchon e nel film Riparare i viventi. In quello stesso anno è stato incoronato miglior giovane maschio al Festival Jean Carmet de Moulins per la sua interpretazione nel cortometraggio Salinger est mort di Benjamin Serero.

## Filmografia

### Cinema
- Pisseuse, regia di Géraldine Keiflin - cortometraggio (2012)
- Rose, maintenant, regia di Julien Hallard - cortometraggio (2012)
- Des morceaux de moi, regia di Nolwenn Lemesle (2012)
- Trois secondes et demie, regia di Edouard Beaucamp - cortometraggio (2012)
- Feux, regia di Thibaut Piotrowski - cortometraggio (2013)
- Les fleuves m'ont laissée descendre où je voulais, regia di Laurie Lassalle - cortometraggio (2014)
- Perdu d'avance, regia di Jules Gassot - cortometraggio (2014)
- Tristesse Club, regia di Vincent Mariette (2014)
- Mars, regia di Angela Terrail - cortometraggio (2014)
- Necropolis - La città dei morti (As Above, So Below), regia di John Eric Dowdle (2014)
- The Smell of Us, regia di Larry Clark (2014)
- Coup de chaud, regia di Raphaël Jacoulot (2015)
- Marguerite, regia di Xavier Giannoli (2015)
- Supermarket, regia di Pierre Dugowson - cortometraggio (2016)
- Riparare i viventi (Réparer les vivants), regia di Katell Quillévéré (2016)
- Tropique, regia di Marion Defer - cortometraggio (2017)
- 50 primavere (Aurore), regia di Blandine Lenoir (2017)
- Everything That Happened, Happened Before, regia di Mara Palena - cortometraggio (2017)
- Jusqu'à écoulement des stocks, regia di Pierre Dugowson - cortometraggio (2017)
- Cape Cod, regia di Inès Loizillon - cortometraggio (2017)
- Permanent Green Light, regia di Zac Farley e Dennis Cooper (2018)
- La Belle et la Belle, regia di Sophie Filliéres (2018)
- Jean-François i el sentit de la vida, regia di Sergi Portabella (2018)
- Tous les garçons, regia di Alice de Lencquesaing e Inès Loizillon - cortometraggio (2018)
- At Your Service, regia di Axel Wursten - cortometraggio (2018)
- De le fureur, regia di Thomas Keumurian - cortometraggio (2019)
- Stuck Option, regia di Pierre Dugowson - cortometraggio (2019)
- Douze mille, regia di Nadège Trebal (2019)
- Virtuelle, regia di Léopold Kraus - cortometraggio (2019)
- Hâte-toi, regia di Camille de Chenay - cortometraggio (2019)
- De retour, regia di Pascal Marc - cortometraggio (2019)
- Jour & nuit, regia di Mélanie Matranga - cortometraggio (2020)
- Les Harkis, regia di Philippe Faucon (2022)
- La notte del 12 (La Nuit du 12), regia di Dominik Moll (2022)
- Les Rascals, regia di Jimmy Laporal-Trésor (2022)
- Passages, regia di Ira Sachs (2023)
- Flo, regia di Géraldine Danon (2023)
- Les secrets de la princesse de Cadignan, regia di Arielle Dombasle (2023)

### Televisione
- Virage Nord - miniserie TV, 3 episodi (2015)
- Un village français - serie TV, 2 episodi (2015)
- Le choix de Cheyenne, regia di Jean-Marc Brondolo - film TV (2016)
- Les Lunes, regia di Karim Morel - film TV (2016)
- Les Témoins - serie TV, 8 episodi (2017)
- Manon 20 ans - serie TV, 3 episodi (2017)
- Le Temps des égarés, regia di Virginie Sauveur - film TV (2018)
- Illégitime, regia di Renaud Bertrand - film TV (2018)

## Doppiatori italiani
- Manuel Meli in Marguerite
- Federico Campaiola in Riparare i viventi

## Riconoscimenti
- 2016 - Festival des créations télévisuelles de Luchon
  - Prix du meilleur espoir masculin per Le choix de Cheyenne

- 2016 - Festival Jean Carmet de Moulins
  - Prix du jury du meilleur jeune espoir masculin per Salinger est mort

- 2016 - Festival du film de Cabourg
  - Prix du meilleur acteur dans un court métrage per Tropique